# Танк Менделєєва
Танк Менделєєва (також «Броньований автомобіль» Менделєєва) — встановилося в історико-технічній літературі позначення першого російського і одного з перших світових проектів танка. Розроблений в 1909—1915 рік інженером-кораблебудівником В. Д. Менделєєвим. Будучи першим у світі проектом надважкий танк, відрізнявся найвищими для свого часу показниками вогневої могутності і бронезахисту. 
Проект містив велику кількість оригінальних конструкторських рішень та нововведень, проте не вийшов із стадії креслень і не був втілений у металі.

## Історія створення
Проект танка розроблений В. Д. Менделєєвим одноосібно за майже п'ять років, з 1911 по 1915 роки. Примітно, що проект розроблявся винахідником у цілком і повністю ініціативному порядку у вільний від основної роботи час. Діяльність Менделєєв широко використовував досвід російського військового кораблебудування.
Розроблений проект відрізнявся дуже високим рівнем опрацювання і загальною ретельністю виконання — фактично, Менделєєв довів свій проект до рівня робочих креслень досвідченого зразка. Особливо це було помітно порівняно з пропозиціями більшості інших винахідників. Проект «Бронованого автомобіля», як Менделєєв назвав своє дітище, був представлений ним у канцелярію військового міністерства 24 серпня 1916 року. У той момент до появи на полі бою перших англійських танків залишався майже місяць, а перші французькі танки ще не існували у металі. Поданий на розгляд проект включав детально розроблені креслення і об'ємну пояснювальну записку, розділену на розділи: «Внутрішнє розміщення особового складу», «Специфікація», «Таблиця терезів», «Розрахунок опорної поверхні», «Прохід по залізничному шляху» і т.д. буд.
Однак, незважаючи на детальність опрацювання та загальну втільність проекту, він не був сприйнятий військовими всерйоз, не був ретельно розглянутий і осел в архівах.
Пізніше, восени 1916 року, ґрунтуючись на досвіді застосування англійцями перших танків, Менделєєв модернізував свій проект, проте відомості про цей варіант танка носять уривчастий характер. Менделєєв розраховував представити свій новий проект, так само, як і перший, у військове міністерство, проте політичні катаклізми, що почалися в країні, перекреслили плани винахідника.

## Опис конструкції

### Корпус
Корпус машини мав просту коробчасту форму і розраховувався на захист від 6-дюймових (152,4-мм) бронебійних снарядів, але теоретично міг витримати попадання більш важкого боєприпасу. Складання корпусу здійснювалася на куточках, причому набір каркаса машина «успадкувала» від військових кораблів (використовувалися стрінгери). Виготовлення корпусу також проходило за «корабельною» технологією — клепкою і зварюванням. У корпусі використовувалися бронеплити товщиною 6 дюймів (~ 150 мм, лоб корпусу), 4 дюйми (~ 100 мм, борту і корми корпусу) і 3 дюйма, 6 що робило танк практично невразливим для всіх видів озброєння сухопутної армії на той час. Власне, єдиною відносно тонкою частиною корпусу було днище, яке виконувалося з 8- та 10-мм бронелістів. У кормі корпусу були «вхідні двері», які також мали використовуватися для завантаження боєкомплекту. Двері могли задраюватися за допомогою корабельних засувок. Крім того, на даху корпусу була висувна кулеметна вежа циліндричної форми з товщиною стінок 8 мм.
Загальна маса корпусу становила 86,46 тонн.

### Озброєння
Основне озброєння машини становила 120-мм морська гармата Кане, що встановлювалася по осі танка на тумбі в передній частині корпусу. Зброя мала можливість горизонтального наведення в межах 16° в обидві сторони поздовжньої осі машини. Для прикриття амбразури при наведенні гармата оснащувалася рухомою плоскою бронемаскою. Подача снарядів здійснювалася за допомогою візка по підвісному монорельсу з пневматичним приводом, що збільшувало скорострільність зброї.
Особлива привабливість цього типу підвіски полягала у її «подвійному дії». У разі повільних коливань підвіска працювала за принципом блокованою завдяки дроселюючій дії з'єднувальних трубопроводів пневмосистем кожного борту. У випадку ж швидких коливань підвіска працювала, як індивідуальна. Крім того, наявність пневматичної підвіски дозволяло регулювати машину. аж до повного опускання її корпусу на грунт. Зниження кліренсу, за задумом Менделєєва, мало частково убезпечити ходову частину танка від поразки при посиленому обстрілі, зберігаючи у своїй можливість пересування. Повне ж опускання машини на грунт передбачалося проводити при веденні вогню з метою поліпшення точності стрільби та розвантаження ходової частини від шкідливих навантажень при стрільбі з гармати.
Ходова частина стосовно одного борту включала шість опорних котків малого діаметра, п'ять підтримуючих роликів і чотири напрямні колеса, з яких верхнє кормове було провідним. Таке рішення пояснюється тим, що гусениця майже повністю охоплювала корпус (верхня гілка проходила під дахом корпусу). Цікаво, що напрямні колеса мали п'ятикутну форму, зачеплюючи гусениці за черевик. Гусенична стрічка - великоланчаста, шириною 250 мм. Черевики траків мали штампуватися з 8-мм сталевого листа. Загальна довжина опорної поверхні гусениць становила 6 метрів, що для машини подібних розмірів та маси було дуже скромним показником. Це визначало високий тиск на ґрунт, який становив 2,78 кг/см². Для регулювання натягу гусениці, особливо при зміні кліренсу і опусканні корпусу на грунт, використовувався механізм з пневматичним приводом.

### Екіпаж
Екіпаж, або, як значилося в документації Менделєєва, «команда» танка, становила 8 чоловік — командир, головний механік, кермовий, навідник, кулеметник і три каноніри. Усі члени екіпажу мали робочі місця, крім командира. Останній повинен був у ході бою переміщатися всередині танка, вести спостереження через «бійниці» у «стінах» і даху корпусу, керувати діями екіпажу, коригувати вогонь з гармати, кулемету, а також особисто відстрілюватися від ворожих піхотинців, що підібрали до танка, використовуючи пістолет. На марші командир переміщався до носової частини корпусу, до рульового. У свою чергу, керманич, як описував Менделєєв, «за відсутності бойової небезпеки знаходиться на даху автомобіля у передній його частині». На даху корпусу кермовий розміщувався на знімному сидінні зі знімними органами управління. У бойовій обстановці кермовий переміщався всередину машини, здійснюючи спостереження через щілини, захищені товстим склом та бронезасланцями. У разі потреби руху машини заднім ходом водій міг переміститися на кормовий пост керування.

### Інше обладнання
Для внутрішнього освітлення танк обладнався внутрішньою електричною освітлювальною системою на 14 ламп.
Для здійснення зовнішнього зв'язку передбачалося використовувати прапорний семафор.

### Можливості транспортування
Менделєєв чудово усвідомлював, що транспортування подібної машини, з її величезними розмірами і вагою, стане складним завданням, і розробив систему, що дозволяла транспортувати танк по залізниці. Сам винахідник писав з цього приводу: 
|  | Пристосованість машини переміщатися вздовж залізничної колії істотно необхідна для неї, тому що якщо наявні понтонні та шосейні мости не витримують її ваги, то залишаються ще залізничні, які її вага цілком витримують і габарит яких більший за габарити машини. |

Для руху залізницею передбачалася можливість установки машини на «залізничні скати» — спеціальні візки із залізничними колесами. своїм ходом (за допомогою приводу від двигуна на одну з колісних пар).

## Оцінка проекту
Не підлягає сумніву, що проект танка, запропонований В. Д. Менделєєвим, багато в чому був революційним для свого часу. Багато ідеї та розробки, закладені в ньому, побачили світ лише через десятиліття. Наприклад, ідея опускання корпусу машини на грунт була реалізована наприкінці 1930-х на Самохідна мортира «Карл», а пневматична підвіска вперше з'явилася на ряді легких танків заключного періоду Другої світової війни (зокрема , її мали британські авіадесантні танки «Гаррі Гопкінс» і «Тетрарх»). Однак через низку особливостей танк мав мало областей застосування в реальному бою і був скоріше "пробою пера" у російському танкобудуванні, ніж реальною бойовою машиною.
Взагалі, широке використання пневматики було характерною особливістю проекту Менделєєва. Пневматика використовувалася для механізації та автоматизації майже всіх робіт у танку — зокрема, підвіска, стартер двигуна, приводи перемикання швидкостей у головних постах управління, привод механізму натягу гусениць, привод жалюзі повітрозабірника, приводи заряджання гармати, привід підняття та опускання кулеметної башти, механізми наведення знаряддя були пневматичними. Це робило проект украй передовим для свого часу.
З точки зору бронезахисту танк Менделєєва був практично невразливий для будь-яких сухопутних типів озброєння, оскільки на той момент польові частини не мали гармати калібру понад 76,2 мм, а калібр фортечних знарядь рідко перевищував 152,4 мм. По суті, В. Д. Менделєєв був першим конструктором, який запропонував застосування протиснарядного бронювання на сухопутних бойових машинах — частково вирішувалася регулюванням кліренсу та можливістю опускання корпусу на ґрунт. Таким чином, будучи опущеним на ґрунт, танк перетворювався, по суті, на практично невразливий сталевий форт. Власне, достатньою для його знищення потужністю мали лише артсистеми великих калібрів (203, 280, 305 і 420 мм), проте навіть у разі їх застосування для поразки танка потрібно було б пряме влучення.
Озброєння танка також було чудовим — 120-мм зброя Кане практично не мало незнищенних цілей. Потужності його фугасного снаряда було б достатньо для боротьби з будь-якими цілями на полі бою, а бронебійні снаряди дозволили б трощити навіть ворожі кораблі.
Дуже прогресивною для свого часу була ідея розміщення допоміжного кулемета у вежі кругового обертання. Щоправда, велика висота танка створювала помітну «мертву зону» навколо танка, проте, беручи до уваги екстраординарне бронювання танка, її наявність не було проблемою. Крім того, в корпусі танка існували бійниці, які дозволяли відстрілюватися від ворогів.
Разом з тим, за невразливість та колосальну вогневу міць довелося розплатитися воістину неймовірною вагою машини. У поєднанні з досить вузькими гусеницями це програмувало вкрай низьку швидкість і прохідність машини. Потужність двигуна 250 к.с. для танка масою в 170 тонн виглядає явно недостатньою — навіть якби цей танк зміг рухатися, швидкість його пересування була б буквально як у черепахи (для прикладу: самохідні гусеничні крани фірми Sennebogen, за порівнянної маси в 80-150 тонн, мають двигуни потужністю 180—400 к.с., і швидкість пересування не більше 3 км/год). Ця обставина, у свою чергу, практично унеможливлювала використання машини, як власне танка. Що цікаво, в поданому на розгляд проекті Менделєєв не вказав конкретного призначення свого «броньованого автомобіля». Враховуючи той факт, що за своїми параметрами і зовнішнім виглядом танк Менделєєва був скоріше надважкою САУ, можна припустити, що винахідник припускав використовувати своє дітище для руйнування фортифікаційних споруд, або ж для берегової та протидесантної оборони Фінської затоки. Ще одним доказом на користь цього припущення є той факт, що і бронювання, і озброєння танка Менделєєва в період Першої світової війни були надмірними для танка.
У той же час, незважаючи на високу складність машини, велику кількість пневматики, потужне озброєння і бронювання, проект Менделєєва був цілком реалізований на будь-якому кораблебудівному підприємстві свого часу. Ситуацію спрощувала також детальна опрацювання проекту. Правда, силову установку та електрообладнання довелося б, найімовірніше, закуповувати за кордоном. Однак, з описаних вище причин, вартість будівництва такої машини відповідала вартості хорошого підводного човна, що, мабуть, і стало основною причиною відсутності інтересу до нього з боку військового відомства. Свою роль, можливо, відіграла й відсутність у Менделєєва будь-яких зв'язків — адже приблизно в цей же час у металі було втілено куди більш амбітний і сюрреалістичний проект Цар-танк бойової машини Миколи Лебеденка.
Однак не можна заперечувати, що проект В.Денд Менделєєва є важливою віхою в історії російського і світового танкостоювання. Конструкторська культура, сумлінність та ретельність, з якою був розроблений проект, а також закладена в ньому велика кількість оригінальних та прогресивних ідей роблять честь російської технічної думки та підкреслюють конструкторські заслуги автора.